# Chapalameer
Het Chapalameer (Spaans: Lago de Chapala) is het grootste meer van Mexico.
Het meer bevindt zich op 1524 meter boven zeeniveau, op de grens van de staten Jalisco en Michoacán de Ocampo, 45 kilometer ten zuidoosten van Guadalajara. Het meer is 80 bij 18 kilometer en heeft een oppervlakte van 1100 km². Het meer wordt gevoed door de Río Lerma, Río Zula, Río Huaracha en de Río Duero. De Río Santiago ontspringt in het meer.
Door de enorme waterbehoefte van Guadalajara wordt het meer ernstig bedreigd. In 2004 werd het benoemd tot het 'bedreigde meer van het jaar'.